# Phoneyusa belandana
Espèce
Phoneyusa belandana est une espèce d'araignées mygalomorphes de la famille des Theraphosidae.

## Distribution
Cette espèce est endémique de République centrafricaine.

## Publication originale
- Karsch, 1884 : Phoneyusa, eine neue Vogelspinnengattung aus Central-Afrika. Berliner Entomologische Zeitschrift, vol. 28, p. 347-350 (texte intégral).